# Amalosia obscura
Amalosia obscura är en ödleart som beskrevs av  King 1985. Amalosia obscura ingår i släktet Amalosia och familjen Diplodactylidae. Inga underarter finns listade i Catalogue of Life.